# Trova iPhone
Trova iPhone è un'applicazione e un servizio sviluppato dalla Apple Inc. disponibile per il sistema operativo IOS, iPadOS e macOS e nella versione web sul sito icloud.com, che permette di ritrovare un dispositivo (iPhone, iPad, Mac, Apple Watch, AirPods, AirPods Max o AirTag) smarrito. Per attivare questo servizio è necessario recarsi nelle impostazioni di ogni dispositivo. Una volta attivato, non sarà possibile inizializzare il dispositivo senza prima aver inserito le credenziali dell'ID Apple. Con iOS 13, il servizio Trova il mio iPhone viene unificato al servizio Trova Amici in un'unica app chiamata Dov'è ("Find my" nella versione inglese del sistema operativo) permettendo di localizzare un dispositivo anche se questo non è connesso a internet sfruttando il segnale Bluetooth di altri dispositivi.

## Funzioni
È possibile accedere alla pagina di gestione di Trova iPhone attraverso il sito iCloud o attraverso l'applicazione nativa presente su ogni iPhone, iPod touch o iPad e Mac (Nella versione 10.15 del sistema operativo)
Dall'app è possibile localizzare il dispositivo, emettere un suono, cancellare contenuto e impostazioni e attivare la Modalità Smarrito che permette di attivare la protezione con codice (se non era già attiva) e impostare un messaggio e un numero di telefono da chiamare in caso di ritrovamento: queste informazioni verranno visualizzate nel blocco schermo del dispositivo.

### Emetti suono
La funzione Emetti suono permette di far squillare il dispositivo ininterrottamente, finché quest'ultimo non viene trovato, anche se il dispositivo è in modalità silenzioso o col volume al minimo.

### Modalità smarrito
La Modalità smarrito permette di bloccare il dispositivo con un codice a 4 o 6 cifre e, facoltativamente, di inserire un messaggio o il numero di telefono al quale essere richiamati in caso venisse trovato. Inoltre, da quando la modalità è stata attivata, viene tenuta traccia di tutti i movimenti del dispositivo nelle ultime 24 ore e mostrati in una mappa attraverso un tracciato rosso. Inoltre, viene attivata la modalità di risparmio energetico in caso si tratti di un iPhone.
Inoltre segnala ai server Apple il dispositivo come smarrito ed impedisce al supporto Apple di rimuovere il blocco di attivazione per contro di un utente nel caso non si abbia accesso al proprio ID Apple

### Inizializza
Infine, la modalità Inizializza cancella completamente tutti i dati presenti nel dispositivo, ciò comporta però la perdita della tracciabilità di esso.
Inoltre impedisce grazie al blocco di attivazione di riutilizzare il dispositivo senza aver dimostrato, accedendo al proprio ID Apple la proprietà del dispositivo